# Altersundet
De Altersundet is een stroomgebied binnen de gemeente Luleå in Zweden. Het achtervoegsel sundet wijst er op dat het in het verleden een zeearm, Zweeds: sund, van de Botnische Golf is geweest. Door de stijging van het gebied als gevolg van de postglaciale opheffing zijn van die zeearm nog maar een paar stromen over en die verbinden de Persöfjord en de Brändöfjärden met elkaar. De belangrijkste stromen liggen ten noorden en zuiden van de plaats Persön. Het stroomgebied is 403 km². De totale lengte wordt door de overheid van Zweden opgegeven als 49 kilometer, waarschijnlijk met een van de rivieren, de Brobyån, die het gebied inkomt. Deze wordt namelijk niet als aparte rivier gerekend.